# Twitter
X, trước đây là Twitter, là một phương tiện truyền thông mạng xã hội và dịch vụ mạng xã hội trực tuyến được điều hành bởi X Corp., công ty kế thừa của Twitter, Inc.
X cho phép người sử dụng đọc, nhắn và cập nhật các mẩu tin nhỏ gọi là tweets, một dạng tiểu blog. Những mẩu tweet được giới hạn tối đa 280 ký tự được lan truyền nhanh chóng trong phạm vi nhóm bạn của người nhắn hoặc có thể được trưng rộng rãi cho mọi người. Thành lập từ năm 2006, X đã trở thành một hiện tượng phố biến toàn cầu. Những tweet có thể chỉ là dòng tin vặt cá nhân cho đến những cập nhật thời sự tại chỗ kịp thời và nhanh chóng hơn cả truyền thông chính thống. Trụ sở của X được đặt ở San Francisco và có hơn 35 văn phòng khắp thế giới.
Giới hạn về độ dài của tin nhắn, 280 ký tự, có tính tương thích với tin SMS (Short Message Service), mang đến cho cộng đồng mạng một hình thức tốc ký đáng chú ý, đã được sử dụng rộng rãi đối với SMS. Giới hạn về ký tự cũng giúp thúc đẩy các dịch vụ thu gọn địa chỉ website như tinyurl, bit.ly và tr.im, hoặc các dịch vụ nội dung tên miền như là Twitpic và NotePub nhằm thu thập các thông tin đa phương tiện và những đoạn dài hơn 280 ký tự. Hiện nay Twitter đã hỗ trợ người dùng đăng các Tweet dưới dạng đoạn hội thoại, đăng ảnh, video, ảnh động, và tính năng cập nhật khoảnh khắc.
Vào ngày 25 tháng 4 năm 2022, hội đồng quản trị X đã đồng ý để Elon Musk, Giám đốc điều hành của SpaceX và Tesla mua X với giá 44 tỷ đô la Mỹ, có khả năng biến thương vụ mua lại này thành một trong những thương vụ lớn nhất để chuyển một công ty cổ phần thành sở hữu tư nhân. Vào tháng 4 năm 2023, một hồ sơ tòa án tiết lộ rằng Twitter, Inc. đã được sáp nhập vào X Corp. Cuối tháng 7 năm 2023, mạng xã hội này chính thức được đổi tên thành X. Vào ngày 31 tháng 07 năm 2023, App Store, Google Play đã được cập nhật logo và tên gọi mới cho ứng dụng mạng xã hội X.

## Lịch sử

### Thành lập và phản ứng ban đầu

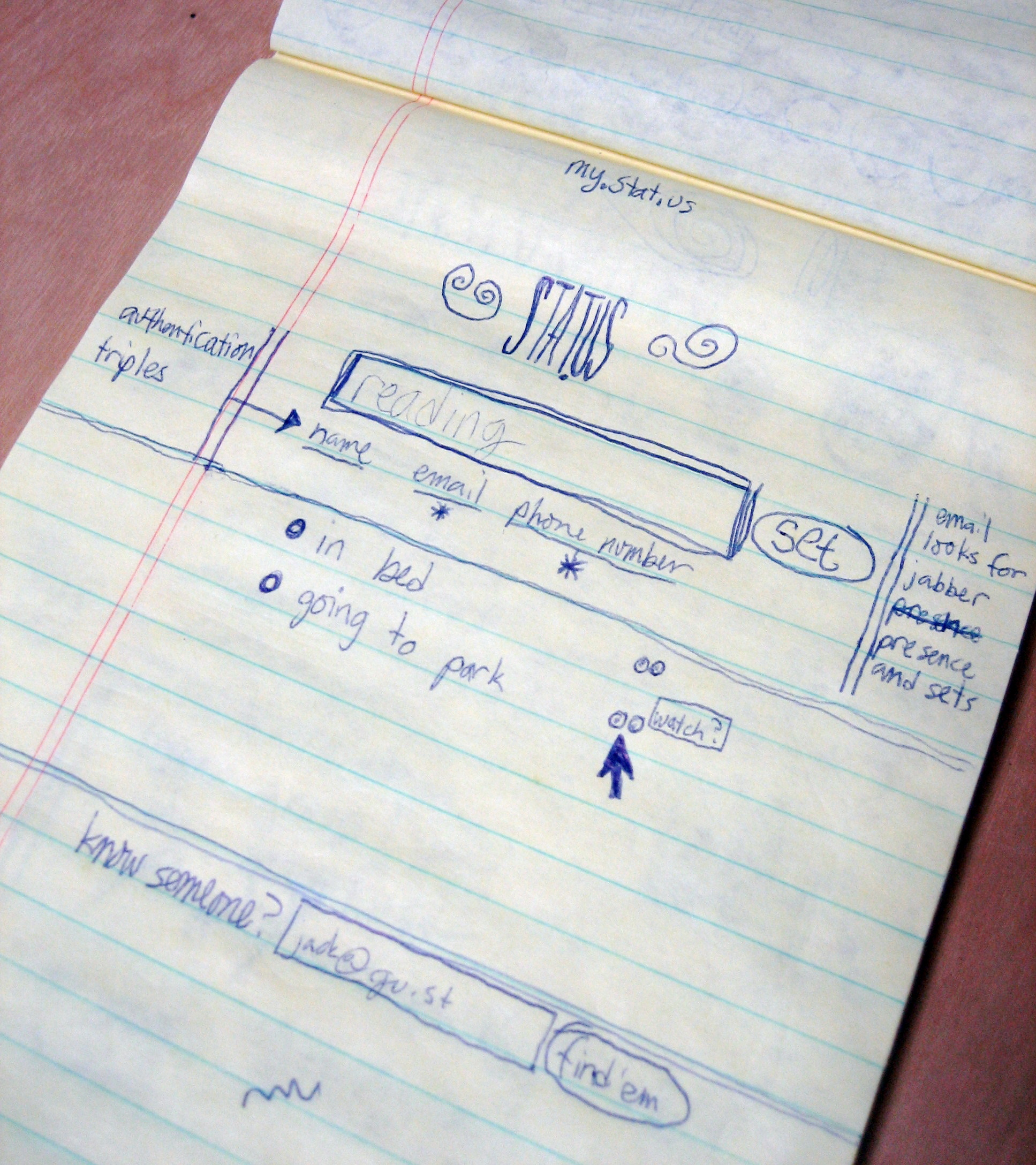
Một bản phác thảo, c. 2006, bởi Jack Dorsey, hình dung ra một mạng xã hội dựa trên SMS.

Nguồn gốc của Twitter đến từ một "phiên động não kéo dài cả ngày" do các thành viên hội đồng quản trị của công ty podcasting Odeo tổ chức. Jack Dorsey, khi đó là sinh viên đại học tại Đại học New York, đã đưa ra ý tưởng về một cá nhân sử dụng dịch vụ SMS để giao tiếp với một nhóm nhỏ. Tên mã ban đầu của dự án cho dịch vụ là twitter, một ý tưởng mà Williams sau này đã gán cho Noah Glass, lấy cảm hứng từ Flickr và độ dài năm ký tự của mã ngắn SMS của Mỹ. Quyết định này một phần cũng là do tên miền twitter.com đã được sử dụng và phải sáu tháng sau khi twttr ra mắt, nhóm đã mua tên miền và đổi tên dịch vụ thành Twitter. Các nhà phát triển ban đầu coi "10958" là một đoạn mã ngắn, nhưng sau đó đã đổi thành "40404" để "dễ sử dụng và dễ nhớ". Công việc của dự án bắt đầu vào ngày 21 tháng 3 năm 2006, khi Dorsey công bố thông điệp Twitter đầu tiên lúc 9:50 buổi chiều Giờ chuẩn Thái Bình Dương (PST): "vừa thiết lập twttr của tôi". Dorsey đã giải thích nguồn gốc của tiêu đề "Twitter":
... chúng tôi bắt gặp từ 'twitter', và nó thật hoàn hảo. Định nghĩa là 'một loạt thông tin vụn vặt ngắn ngủi' và 'tiếng chim kêu'. Và điều đó đã mô tả chính xác sản phẩm.
Nguyên mẫu Twitter đầu tiên, được phát triển bởi Dorsey và nhà thầu Florian Weber, được sử dụng như một dịch vụ nội bộ cho nhân viên của Odeo. Phiên bản đầy đủ được giới thiệu công khai vào ngày 15 tháng 7 năm 2006. Vào tháng 10 năm 2006, Biz Stone, Evan Williams, Dorsey và các thành viên khác của Odeo đã thành lập Obvious Corporation và mua lại Odeo, cùng với tài sản của nó - bao gồm Odeo.com và Twitter.com - từ các nhà đầu tư và cổ đông. Williams đã sa thải Glass, người đã im lặng về vai trò của mình trong công ty khởi nghiệp Twitter cho đến năm 2011. Twitter tách ra thành công ty riêng vào tháng 4 năm 2007. Williams đã cung cấp cái nhìn sâu sắc về sự mơ hồ đã xác định giai đoạn đầu này trong một cuộc phỏng vấn năm 2013:
Với Twitter, không rõ nó là gì. Họ gọi nó là mạng xã hội, họ gọi nó là tiểu blog, nhưng thật khó để định nghĩa, vì nó không thay thế cái gì. Đã có con đường khám phá này với những thứ tương tự, nơi mà theo thời gian, bạn sẽ tìm ra nó là gì. Twitter thực sự đã thay đổi so với những gì chúng tôi nghĩ lúc đầu, thứ mà chúng tôi mô tả là cập nhật trạng thái và một tiện ích xã hội. Đó là một phần, nhưng cái nhìn sâu sắc cuối cùng mà chúng tôi thu được là Twitter thực sự là một mạng thông tin hơn là một mạng xã hội.
Điểm mấu chốt cho sự phổ biến của Twitter là hội nghị South by Southwest Interactive (SXSWi) năm 2007. Trong sự kiện này, việc sử dụng Twitter đã tăng từ 20.000 tweet mỗi ngày lên đến 60.000. Steven Levy ' Newsweek nhận xét: "Những người sử dụng Twitter đã khéo léo đặt hai màn hình plasma 60 inch ở hành lang hội nghị, chỉ phát trực tuyến các thông điệp trên Twitter. "Hàng trăm người tham dự hội nghị liên tục theo dõi nhau qua những đoạn tweet liên tục. Các thành viên ban hội thẩm và diễn giả đã đề cập đến dịch vụ này, và các blogger tham dự đã chào mời nó. "  Phản ứng tại hội nghị rất tích cực. Blogger Scott Beale nói rằng Twitter đã "hoàn toàn thống trị" SXSWi. Nhà nghiên cứu phần mềm xã hội danah boyd cho biết Twitter đang "sở hữu" hội nghị. Nhân viên Twitter đã nhận giải thưởng Web Award của lễ hội với nhận xét "chúng tôi muốn cảm ơn bạn trong 140 ký tự trở xuống. Và chúng tôi vừa làm điều này! " 
Thông điệp Twitter ngoài Trái đất đầu tiên không được trợ giúp được đăng từ Trạm Vũ trụ Quốc tế bởi phi hành gia TJ Creamer của NASA vào ngày 22 tháng 1 năm 2010. Vào cuối tháng 11 năm 2010, trung bình có hàng chục thông tin cập nhật mỗi ngày được đăng trên tài khoản chung của các phi hành gia, @NASA_Astronauts. NASA cũng đã tổ chức hơn 25 "tweetup", các sự kiện cung cấp cho khách VIP quyền truy cập vào các cơ sở của NASA và các diễn giả với mục tiêu tận dụng mạng xã hội của người tham gia để tiếp cận các mục tiêu của NASA. Vào tháng 8 năm 2010, công ty đã bổ nhiệm Adam Bain từ Fox Audience Network của News Corp. làm chủ tịch doanh thu.

### 2007–2010
Công ty đã có tốc độ phát triển ban đầu nhanh chóng. Nó có 400.000 tweet được đăng mỗi quý trong năm 2007. Con số này đã tăng lên 100 triệu tweet được đăng mỗi quý trong năm 2008. Vào tháng 2 năm 2010, người dùng Twitter đã gửi 50 hàng triệu tweet mỗi ngày. Đến tháng 3 năm 2010, công ty đã ghi nhận hơn 70.000 đơn đăng ký. Tính đến tháng 6 năm 2010, khoảng 65 hàng triệu tweet được đăng mỗi ngày, tương đương với khoảng 750 tweet được gửi mỗi giây, theo Twitter. Tính đến tháng 3 năm 2011, đó là khoảng 140 hàng triệu tweet được đăng hàng ngày. Theo ghi nhận trên Compete.com, Twitter đã lên vị trí thứ ba trên mạng xã hội vào tháng 1 năm 2009 từ vị trí thứ hai mươi hai trước đó.

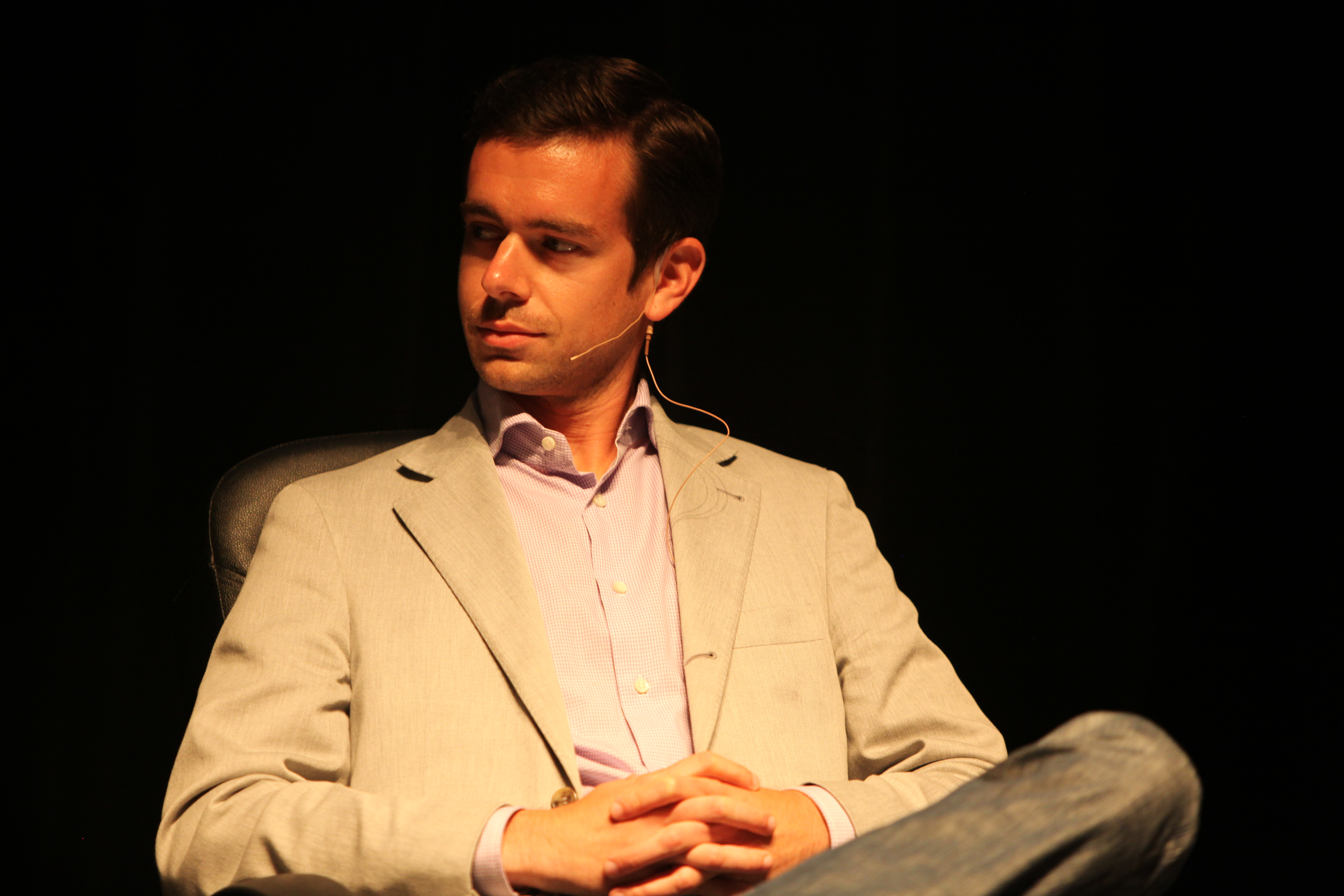
Jack Dorsey, đồng sáng lập và CEO của Twitter, năm 2009

Việc sử dụng Twitter tăng đột biến trong các sự kiện nổi bật. Ví dụ, một kỷ lục đã được thiết lập trong FIFA World Cup 2010 khi người hâm mộ viết 2.940 tweet mỗi giây trong khoảng thời gian ba mươi giây sau khi Nhật Bản ghi bàn vào lưới Cameroon vào ngày 14 tháng 6. Kỷ lục lại bị phá vỡ khi 3.085 tweet mỗi giây được đăng sau chiến thắng của Los Angeles Lakers trong trận chung kết NBA 2010 vào ngày 17 tháng 6, và sau đó một lần nữa khi Nhật Bản giành chiến thắng trước Đan Mạch tại World Cup khi người dùng công bố 3.283 tweet mỗi giây. Kỷ lục này được thiết lập một lần nữa trong trận chung kết FIFA nữ World Cup 2011 giữa Nhật Bản và Hoa Kỳ, khi có 7.196 lượt tweet mỗi giây được xuất bản. Khi ca sĩ người Mỹ Michael Jackson qua đời vào ngày 25 tháng 6 năm 2009, máy chủ Twitter đã gặp sự cố sau khi người dùng cập nhật trạng thái của họ để bao gồm các từ "Michael Jackson" với tốc độ 100.000 tweet mỗi giờ. Kỷ lục hiện tại tính đến ngày 3 tháng 8 năm 2013 được thiết lập tại Nhật Bản, với 143.199 tweet mỗi giây trong buổi chiếu truyền hình của bộ phim Castle in the Sky  (đánh bại kỷ lục trước đó là 33.388, cũng do Nhật Bản thiết lập cho buổi chiếu truyền hình của cùng một bộ phim).
Twitter mua lại nhà phát triển ứng dụng Atebits vào ngày 11 tháng 4 năm 2010. Atebits đã phát triển Tweetie dành cho khách hàng Twitter giành được giải thưởng thiết kế của Apple dành cho Mac và iPhone. Ứng dụng hiện được gọi là "Twitter" và được phân phối miễn phí, là ứng dụng Twitter chính thức cho iPhone, iPad và Mac.
Từ tháng 9 đến tháng 10 năm 2010, công ty bắt đầu tung ra "Twitter mới", một phiên bản mới hoàn toàn của twitter.com. Các thay đổi bao gồm khả năng xem ảnh và video mà không cần rời khỏi Twitter bằng cách nhấp vào từng tweet chứa liên kết đến hình ảnh và clip từ nhiều trang web được hỗ trợ bao gồm YouTube và Flickr, đồng thời đại tu hoàn toàn giao diện, làm thay đổi các liên kết chẳng hạn như ' @mentions 'và' Retweets 'phía trên luồng Twitter, trong khi' Messages 'và' Log Out 'có thể truy cập được thông qua một thanh màu đen ở trên cùng của twitter.com. Kể từ ngày 1 tháng 11 năm 2010, công ty xác nhận rằng "Trải nghiệm Twitter mới" đã được triển khai cho tất cả người dùng. Năm 2019, Twitter được công bố là ứng dụng di động được tải xuống nhiều thứ 10 trong thập kỷ, từ năm 2010 đến năm 2019.

### 2011–2014
Vào ngày 5 tháng 4 năm 2011, Twitter đã thử nghiệm một trang chủ mới và loại bỏ "Twitter cũ". Tuy nhiên, một trục trặc đã xảy ra sau khi trang này được khởi chạy, vì vậy trang chủ "cũ" trước đó vẫn được sử dụng cho đến khi các vấn đề được giải quyết; trang chủ mới được giới thiệu lại vào ngày 20 tháng 4. Vào ngày 8 tháng 12 năm 2011, Twitter đã đại tu trang web của mình một lần nữa để có thiết kế "Fly", dịch vụ này cho rằng người dùng mới dễ theo dõi và quảng bá quảng cáo hơn. Ngoài tab Trang chủ, các tab Kết nối và Khám phá cũng được giới thiệu cùng với hồ sơ và dòng thời gian của Tweet được thiết kế lại. Bố cục của trang đã được so sánh với bố cục của Facebook. Vào ngày 21 tháng 2 năm 2012, Twitter và Yandex đã đồng ý hợp tác với nhau. Yandex, một công cụ tìm kiếm của Nga, tìm thấy giá trị trong mối quan hệ đối tác do nguồn cấp tin tức thời gian thực của Twitter. Giám đốc phát triển kinh doanh của Twitter giải thích rằng điều quan trọng là phải có nội dung Twitter ở những nơi người dùng Twitter đến. Vào ngày 21 tháng 3 năm 2012, Twitter tổ chức sinh nhật lần thứ sáu đồng thời thông báo rằng nó có 140 triệu người dùng và 340 hàng triệu tweet mỗi ngày. Số lượng người dùng đã tăng 40% so với con số tháng 9 năm 2011, được cho là ở mức 100 triệu vào thời điểm đó.
Vào tháng 4 năm 2012, Twitter thông báo rằng họ đang mở một văn phòng ở Detroit, với mục đích làm việc với các thương hiệu ô tô và các công ty quảng cáo. Twitter cũng mở rộng văn phòng tại Dublin. Vào ngày 5 tháng 6 năm 2012, một logo sửa đổi đã được công bố thông qua blog của công ty, loại bỏ văn bản để giới thiệu con chim được thiết kế lại một chút làm biểu tượng duy nhất của Twitter. Vào ngày 5 tháng 10 năm 2012, Twitter đã mua lại một công ty sản xuất video clip tên là Vine đã ra mắt vào tháng 1 năm 2013. Twitter đã phát hành Vine như một ứng dụng độc lập cho phép người dùng tạo và chia sẻ các video clip dài sáu giây vào ngày 24 tháng 1 năm 2013. Video Vine được chia sẻ trên Twitter hiển thị trực tiếp trong nguồn cấp dữ liệu Twitter của người dùng. Do có nhiều nội dung không phù hợp, nội dung này hiện được xếp hạng 17+ trong  của Apple  cửa hàng ứng dụng. Vào ngày 18 tháng 12 năm 2012, Twitter thông báo đã vượt qua con số 200 hàng triệu người dùng hoạt động hàng tháng. Twitter đạt 100 triệu người dùng hoạt động hàng tháng vào tháng 9 năm 2011.
Vào ngày 28 tháng 1 năm 2013, Twitter đã mua lại Crashlytics để xây dựng các sản phẩm dành cho nhà phát triển di động của mình.
Vào ngày 18 tháng 4 năm 2013, Twitter đã tung ra một ứng dụng âm nhạc có tên là Twitter Music cho iPhone. Vào ngày 28 tháng 8 năm 2013, Twitter mua lại Trendrr, tiếp theo là mua lại MoPub vào ngày 9 tháng 9 năm 2013. Tính đến tháng 9 năm 2013, dữ liệu của công ty cho thấy 200 triệu người dùng đã gửi hơn 400 hàng triệu tweet mỗi ngày, với gần 60% số tweet được gửi từ thiết bị di động. Vào ngày 4 tháng 6 năm 2014, Twitter thông báo rằng họ sẽ mua lại Namo Media, một hãng công nghệ chuyên về " quảng cáo gốc " cho thiết bị di động. Vào ngày 19 tháng 6 năm 2014, Twitter thông báo rằng họ đã đạt được một thỏa thuận không được tiết lộ để mua SnappyTV, một dịch vụ giúp chỉnh sửa và chia sẻ video từ các chương trình truyền hình. Công ty đã giúp các đài truyền hình và chủ sở hữu quyền chia sẻ nội dung video một cách hữu cơ trên mạng xã hội và thông qua chương trình Amplify của Twitter. Vào tháng 7 năm 2014, Twitter thông báo rằng họ có ý định mua một công ty trẻ có tên là CardSpring với một khoản tiền không được tiết lộ. CardSpring cho phép các nhà bán lẻ cung cấp phiếu giảm giá cho người mua sắm trực tuyến mà họ có thể tự động đồng bộ hóa với thẻ tín dụng của mình để nhận được chiết khấu khi họ mua sắm tại các cửa hàng thực. Vào ngày 31 tháng 7 năm 2014, Twitter thông báo rằng họ đã mua lại một công ty khởi nghiệp bảo mật bằng mật khẩu nhỏ có tên là Mitro. Vào ngày 29 tháng 10 năm 2014, Twitter đã công bố quan hệ đối tác mới với IBM. Sự hợp tác này nhằm giúp các doanh nghiệp sử dụng dữ liệu Twitter để hiểu khách hàng, doanh nghiệp và các xu hướng khác của họ.

### 2015–2016
Vào ngày 11 tháng 2 năm 2015, Twitter thông báo rằng họ đã mua lại Niche, một mạng quảng cáo dành cho các ngôi sao trên mạng xã hội, do Rob Fishman và Darren Lachtman thành lập. Giá mua lại được báo cáo là $ 50 triệu. Vào ngày 13 tháng 3 năm 2015, Twitter thông báo mua lại Periscope, một ứng dụng cho phép phát trực tiếp video. Vào tháng 4 năm 2015, trang chủ Twitter.com trên máy tính để bàn đã thay đổi. Twitter thông báo rằng họ đã mua lại TellApart, một công ty công nghệ quảng cáo thương mại, với $ 532 hàng triệu cổ phiếu. Cuối năm, có thể thấy rõ là tăng trưởng đã chậm lại, theo Fortune, Business Insider, Marketing Land  và các trang web tin tức khác bao gồm Quartz (năm 2016). Vào tháng 6 năm 2016, Twitter đã mua lại một công ty khởi nghiệp về trí tuệ nhân tạo có tên là Magic Pony với giá 150 triệu USD.

### 2017–2019
Vào năm 2019, Twitter đã thiết kế lại giao diện người dùng của mình một lần nữa. "Twitter mới" mới nhất này đã được triển khai trong "một đợt triển khai dần dần".

### 2020–2021
Twitter đã chứng kiến sự tăng trưởng đáng kể vào năm 2020, có thể là do đại dịch COVID-19. Trong đợt đại dịch nói trên, Twitter đã chứng kiến việc sử dụng nền tảng này ngày càng nhiều cho các thông tin sai lệch liên quan đến đại dịch. Twitter thông báo vào tháng 3 năm 2020 rằng họ sẽ bắt đầu đánh dấu các tweet có thể chứa thông tin sai lệch, trong một số trường hợp, nó sẽ cung cấp liên kết đến các trang thông tin xác thực.
Ngay sau đó, Tổng thống Hoa Kỳ Donald Trump đã sử dụng tài khoản Twitter của mình vào ngày 26 tháng 5 năm 2020 để đưa ra một tuyên bố liên quan đến gian lận có thể xảy ra liên quan đến bỏ phiếu bằng thư trước cuộc bầu cử sơ bộ năm 2020 sắp tới. Người kiểm duyệt Twitter đã sử dụng các công cụ nói trên để đánh dấu các tweet của Trump là "có khả năng gây hiểu lầm" và được thêm liên kết vào một trang chuyên biệt với các bài viết bổ sung từ các nguồn tin tức khác về bỏ phiếu bằng thư, lần đầu tiên họ đánh dấu các tweet của Trump như vậy. Trump, người trước đây đã cáo buộc Twitter và các công ty công nghệ khác, có thành kiến chống bảo thủ, đã tuyên bố ý định ban hành các quy định để hành động chống lại Twitter. Hai ngày sau, vào ngày 28 tháng 5 năm 2020, Trump ký "Lệnh hành pháp về ngăn chặn kiểm duyệt trực tuyến"  nhằm tác động đến các biện pháp bảo vệ Mục 230 của Đạo luật về khuôn phép trong giao tiếp mà Twitter và các trang mạng xã hội khác phải tránh trách nhiệm đối với kiểm duyệt nội dung người dùng trên nền tảng của họ.
Vào khoảng thời gian này, vụ giết hại George Floyd, một người Mỹ gốc Phi, trong một vụ việc liên quan đến bốn sĩ quan Sở Cảnh sát Minneapolis da trắng vào ngày 25 tháng 5, đã làm bùng lên các cuộc bạo động do phân biệt chủng tộc tại thành phố trở thành bạo lực vào tối ngày 28 tháng 5. Trump đã tweet ý kiến của mình về các cuộc biểu tình bạo lực, nói rằng ông đã nói chuyện với thống đốc bang Tim Walz về việc đưa lực lượng Vệ binh Quốc gia đến để giúp làm dịu tình hình, nhưng kết luận tweet bằng cách nói "Bất kỳ khó khăn nào và chúng tôi sẽ đảm nhận quyền kiểm soát nhưng, khi cướp bóc bắt đầu, cảnh quay bắt đầu. " Twitter, sau khi tham vấn nội bộ với ban đánh giá và ban quản lý, đã chọn thêm "thông báo lợi ích công cộng"  vào tweet, cảnh báo người dùng rằng nó "tôn vinh bạo lực" và mặc dù trước đây họ thường xóa các bài đăng như vậy, họ "đã giữ Tweet trên Twitter vì điều quan trọng là công chúng vẫn có thể xem Tweet do nó liên quan đến các vấn đề đang diễn ra có tầm quan trọng của công chúng."  Người dùng Twitter vẫn có thể xem bài đăng của Trump nếu họ chọn nhấp vào nó, nhưng không thể thích hoặc đăng lại bài đăng đó nếu không có bình luận của riêng họ.
Một vụ hack lớn của Twitter vào ngày 15 tháng 7 năm 2020 đã ảnh hưởng đến 130 tài khoản nổi tiếng, cả những tài khoản đã được xác minh và chưa được xác minh như Barack Obama, Bill Gates và Elon Musk; vụ hack cho phép những kẻ lừa đảo bitcoin gửi tweet thông qua các tài khoản bị xâm nhập yêu cầu những người theo dõi gửi bitcoin đến một địa chỉ công cộng nhất định, với lời hứa sẽ nhân đôi số tiền của họ. Trong vòng vài giờ, Twitter đã vô hiệu hóa tính năng tweet và đặt lại mật khẩu từ tất cả các tài khoản đã xác minh. Phân tích sự kiện cho thấy những kẻ lừa đảo đã sử dụng kỹ thuật xã hội để lấy thông tin xác thực từ nhân viên Twitter để truy cập vào một công cụ quản trị được Twitter sử dụng để xem và thay đổi thông tin cá nhân của những tài khoản này nhằm giành quyền truy cập như một phần của nỗ lực " đập và lấy " nhằm kiếm tiền nhanh chóng, với ước tính 120,000 đô la Mỹ bitcoin được gửi vào nhiều tài khoản khác nhau trước khi Twitter can thiệp. Một số cơ quan thực thi pháp luật bao gồm FBI đã mở các cuộc điều tra về vụ tấn công để xác định thủ phạm do lo ngại về những tác động rộng hơn của một vụ hack như vậy trong tương lai.
Vào ngày 5 tháng 6 năm 2021, chính phủ Nigeria đã ban hành lệnh cấm vô thời hạn đối với việc sử dụng Twitter ở nước này, với lý do "thông tin sai lệch và tin tức giả mạo được lan truyền qua đó đã gây ra hậu quả bạo lực trên thế giới thực", sau khi nền tảng này xóa các dòng tweet của Tổng thống Nigeria. Muhammadu Buhari. Lệnh cấm của Nigeria bị Tổ chức Ân xá Quốc tế chỉ trích.

### Từ năm 2022
Tháng 6 năm 2022, Twitter công bố quan hệ đối tác với gã khổng lồ thương mại điện tử Shopify và lên kế hoạch ra mắt ứng dụng kênh bán hàng dành cho người bán Shopify tại Hoa Kỳ.
Vào ngày 23 tháng 8 năm 2022, nội dung khiếu nại của người tố giác do cựu giám đốc an ninh thông tin Twitter, Peiter Zatko, gửi tới Quốc hội Hoa Kỳ đã được công bố. Zatko đã bị Twitter sa thải vào tháng 1 năm 2022. trong đơn khiếu nại, ông cáo buộc Twitter đã không tiết lộ một số vi phạm dữ liệu, bao gồm cả các biện pháp bảo mật cẩu thả, vi phạm các quy định về chứng khoán của Hoa Kỳ và vi phạm các điều khoản của thỏa thuận trước đó với Ủy ban Thương mại Liên bang về việc bảo vệ dữ liệu người dùng. Báo cáo cũng tuyên bố rằng chính phủ Ấn Độ đã buộc Twitter phải thuê một trong những đại lý của mình để có quyền truy cập trực tiếp vào dữ liệu người dùng Twitter.

#### Bị thâu tóm bởi Elon Musk
Tỷ phú Elon Musk bắt đầu nói về việc mua Twitter, Inc. vào đầu năm 2022, nêu rõ mối quan tâm của ông với cam kết của công ty về quyền tự do ngôn luận và liệu các chính sách kiểm duyệt của Twitter có đang phá hoại nền dân chủ hay không. Musk được cho là đã lên kế hoạch cho những thay đổi lớn đối với cách xử lý spam của Twitter, chính sách kiểm duyệt nội dung khoan dung hơn, cải tiến các dịch vụ được cung cấp và cắt giảm chi phí. Về lâu dài, Musk bày tỏ ý định biến Twitter thành một "ứng dụng vạn vật" như WeChat.
Ban đầu, Musk tìm kiếm một vị trí trong Hội đồng quản trị của Twitter, Inc. bằng cách mua cổ phần của công ty. Hội đồng quản trị đã tạo ra một chính sách "viên thuốc độc" để ngăn không cho Musk có đủ cổ phần. Ngày 14 tháng 4 năm 2022, Musk sau đưa ra lời đề nghị tự nguyện mua Twitter, Inc. với giá 43 tỷ USD. Quá trình này trải qua một số cuộc đối đầu kinh doanh và pháp lý; Cuối cùng, Musk đã hoàn tất việc mua lại vào ngày 27 tháng 10 năm 2022 với giá 44 tỷ USD.
Sau khi thâu tóm Twitter, Musk ngay lập tức sa thải ba giám đốc điều hành hàng đầu của Twitter. Khoảng một tuần sau, ông bắt đầu sa thải khoảng một nửa trong số khoảng 7.500 nhân viên của công ty.

#### Thời kỳ điều hành bởi Elon Musk
Một tuần sau khi tiếp quản, Musk đã cải tiến Twitter Blue, chức năng cho người dùng đã xác thực, tăng giá của nó lên 8 đô la mỗi tháng và thêm các tính năng mới bao gồm cả xác minh "dấu kiểm màu xanh" trước đây chỉ dành cho những người dùng được xác nhận có hồ sơ cao cấp. Kế hoạch này đã bị chỉ trích bởi một số doanh nghiệp và người nổi tiếng vì sợ rằng khả năng thông tin sai lệch sẽ tăng lên do bất kỳ ai cũng có thể trả tiền để được xác minh thông qua Twitter Blue. Musk đã chọn trì hoãn các thay đổi đối với "dấu kiểm màu xanh lam" cho đến sau cuộc bầu cử Hoa Kỳ năm 2022 vì những lo ngại này và tuyên bố rằng các tài khoản giả mạo danh tính, ngoài tài khoản nhại, sẽ bị chấm dứt. Sau khi Elon Musk tiếp quản, một số thương hiệu và công ty đã tạm dừng quảng cáo trên nền tảng này.
Ngày 23 tháng 3 năm 2023, Twitter thông báo rằng dấu xác minh "cũ" sẽ bị xóa bắt đầu từ ngày 1 tháng 4 nếu người dùng không đăng ký Twitter Blue trả phí để nhận dấu kiểm định màu xanh lam.
Ngày 23 tháng 7 năm 2023 Elon Musk thông báo sẽ đổi tên Twitter thành X và không dùng logo con hình con chim nữa. Những thay đổi về thương hiệu này được triển khai trong năm tiếp theo và hoàn thành vào tháng 5 năm 2024.

## Lãnh đạo
Với tư cách là giám đốc điều hành, Dorsey đã đưa công ty khởi nghiệp thông qua hai vòng gọi vốn với các nhà đầu tư mạo hiểm đã hỗ trợ công ty. Vào ngày 16 tháng 10 năm 2008, Williams đảm nhận vai trò Giám đốc điều hành, và Dorsey trở thành chủ tịch hội đồng quản trị. Vào ngày 4 tháng 10 năm 2010, Williams thông báo rằng ông sẽ từ chức Giám đốc điều hành. Dick Costolo, trước đây là giám đốc điều hành của Twitter, đã trở thành CEO. Vào ngày 4 tháng 10 năm 2010, Williams đưa ra thông báo rằng ông sẽ ở lại với công ty và "hoàn toàn tập trung vào chiến lược sản phẩm".
Theo The New York Times, "ông Dorsey và ông Costolo đã tạo dựng mối quan hệ thân thiết" khi Williams vắng nhà. Theo PC Magazine, Williams "không còn tham gia vào công việc hàng ngày ở công ty". Anh ấy đang tập trung vào việc phát triển một công ty khởi nghiệp mới và trở thành thành viên ban giám đốc của Twitter, và hứa sẽ "giúp đỡ bằng mọi cách [anh ấy có thể]". Vào năm 2011, Stone vẫn làm việc với Twitter nhưng đang làm việc với AOL với tư cách "cố vấn về các nỗ lực tình nguyện và hoạt động từ thiện". Vào tháng 1 năm 2014, Stone thông báo phát hành Jelly, một 'mạng xã hội hỏi đáp dành cho điện thoại di động'. Dorsey gia nhập lại Twitter vào tháng 3 năm 2011, với tư cách là chủ tịch điều hành tập trung vào phát triển sản phẩm. Vào thời điểm đó, anh ấy đã chia nhỏ lịch trình của mình với Square (nơi anh ấy là Giám đốc điều hành), nơi có văn phòng nằm trong khoảng cách đi bộ từ Twitter ở San Francisco.
Vào tháng 9 năm 2011, các thành viên hội đồng quản trị và các nhà đầu tư Fred Wilson và Bijan Sabet đã từ chức hội đồng quản trị của Twitter. Vào tháng 10 năm 2012, Twitter thông báo họ đã thuê cựu giám đốc điều hành Google Matt Derella trở thành giám đốc phát triển đại lý kinh doanh mới của họ. Twitter đã bổ nhiệm cựu giám đốc điều hành Goldman Sachs, Anthony Noto làm giám đốc tài chính của công ty vào tháng 7 năm 2014, với "mức lương hàng năm 250.000 đô la và quyền chọn cổ phiếu bị hạn chế một lần là 1,5 triệu cổ phiếu... trị giá 61,5 triệu đô la". Vào ngày 10 tháng 6 năm 2015, Twitter thông báo Giám đốc điều hành Dick Costolo sẽ từ chức vào ngày 1 tháng 7 năm 2015. Noto được cho là người có khả năng thay thế CEO Costolo sắp mãn nhiệm. Vào ngày 14 tháng 10 năm 2015, cựu giám đốc kinh doanh của Google, Omid Kordestani trở thành chủ tịch điều hành, thay thế Dorsey, người vẫn giữ chức giám đốc điều hành. Vào ngày 26 tháng 1 năm 2016, Leslie Berland, cựu phó chủ tịch điều hành quảng cáo toàn cầu, tiếp thị và đối tác kỹ thuật số tại American Express, được bổ nhiệm làm giám đốc tiếp thị. Vào tháng 11 năm 2016, COO Adam Bain tuyên bố từ chức và CFO Anthony Noto tiếp quản vai trò của Bain. Một tháng sau, vào ngày 20 tháng 12 năm 2016, CTO Adam Messinger thông báo rằng ông cũng sẽ rời đi.
Vào tháng 2 năm 2020, có thông tin rằng Elliott Management Corporation đã mua lại cổ phần của Twitter, với cổ đông nhà hoạt động và người ủng hộ Đảng Cộng hòa Paul Singer dự kiến sẽ tìm cách loại bỏ Dorsey làm Giám đốc điều hành. Twitter đã đồng ý bổ nhiệm một giám đốc độc lập mới và hai thành viên hội đồng quản trị mới và thực hiện mua lại cổ phiếu trị giá 2 tỷ đô la .
Vào ngày 27 tháng 10 năm 2022, tỷ phú Elon Musk đã thâu tóm toàn bộ Twitter với giá 44 tỷ USD và ngay lập tức sa thải ba giám đốc điều hành hàng đầu của Twitter sau khi tiếp quản.
Vào ngày 20 tháng 12 năm 2022, Musk thông báo rằng ông sẽ từ chức Giám đốc điều hành sau khi tìm được người thay thế.

## Hình thức và tính năng

### Logo và font chữ
Twitter đã trở nên dễ nhận diện trên toàn thế giới bởi biểu tượng chú chim đặc trưng của nó, hay còn gọi là Twitter Bird. Logo ban đầu, chỉ đơn giản là từ "Twitter", đã được sử dụng từ khi ra mắt vào tháng 3 năm 2006. Đi kèm với nó là hình ảnh một con chim mà sau này được phát hiện là một tác phẩm nghệ thuật được tạo ra bởi nhà thiết kế đồ họa người Anh Simon Oxley. Một logo mới đã phải được thiết kế lại bởi người sáng lập Biz Stone với sự giúp đỡ của nhà thiết kế Philip Pascuzzo, kết quả là một con chim giống trong phim hoạt hình hơn vào năm 2009. Phiên bản này đã được đặt tên là "Larry the Bird" đặc biệt được đặt theo tên của Larry Bird của Boston Celtics nổi tiếng của NBA. Trong vòng một năm, logo Larry the Bird đã được Stone và Pascuzzo thiết kế lại để loại bỏ các đặc điểm hoạt hình, để lại một hình bóng vững chắc của Larry the Bird được sử dụng từ năm 2010 đến năm 2012. Vào năm 2012, Douglas Bowman đã tạo ra một phiên bản Larry the Bird được đơn giản hóa hơn nữa, giữ nguyên hình bóng rắn nhưng khiến nó giống với một con chim xanh trên núi hơn. Logo mới này được gọi đơn giản là "Twitter Bird" và đã được sử dụng làm thương hiệu của công ty kể từ đó.
Vào ngày 30 tháng 5 năm 2014, Twitter thông báo, "Bắt đầu từ hôm nay, chúng tôi sẽ tung ra một phông chữ mới trên twitter.com, chuyển từ Helvetica Neue sang Gotham ".

### Tweets

Trang tài khoản Twitter cho Wikipedia, thể hiện chế độ xem dòng thời gian tùy chỉnh tài khoản hiển thị các tweet theo thứ tự thời gian ngược lại

Các bài đăng được hiển thị công khai theo mặc định, nhưng người gửi có thể hạn chế gửi tin nhắn chỉ cho những người theo dõi của họ. Người dùng có thể tắt tiếng những người dùng mà họ không muốn tương tác và chặn tài khoản xem tweet của họ. Người dùng có thể tweet qua trang web Twitter, các ứng dụng bên ngoài tương thích (chẳng hạn như điện thoại thông minh) hoặc bằng Dịch vụ tin nhắn ngắn (SMS) có sẵn ở một số quốc gia nhất định. Người dùng có thể đăng ký tweet của người dùng khác — điều này được gọi là "theo dõi" và người đăng ký được gọi là "người theo dõi"  hoặc "tweep", một từ ghép của Twitter và nhìn trộm. Các tweet cá nhân có thể được chuyển tiếp bởi những người dùng khác đến nguồn cấp dữ liệu của riêng họ, một quá trình được gọi là "retweet". Người dùng cũng có thể " thích " (trước đây là "yêu thích") các tweet cá nhân. Twitter cho phép người dùng cập nhật hồ sơ của họ qua điện thoại di động bằng tin nhắn văn bản hoặc bằng các ứng dụng được phát hành cho một số điện thoại thông minh và máy tính bảng nhất định. Twitter đã được so sánh với một ứng dụng khách Internet Relay Chat (IRC) dựa trên web. Trong một bài luận trên tạp chí Time năm 2009, tác giả công nghệ Steven Johnson đã mô tả cơ chế cơ bản của Twitter là "rất đơn giản":
Theo nghiên cứu được công bố vào tháng 4 năm 2014, khoảng 44% tài khoản người dùng chưa bao giờ tweet.
Tweet đầu tiên được đăng bởi Jack Dorsey (người sáng tạo) lúc 12:50 PM PST vào ngày 21 tháng 3 năm 2006 và đọc "chỉ đang thiết lập twttr của tôi". Năm 2009, tweet đầu tiên được gửi từ không gian. Các phi hành gia Hoa Kỳ Nicola Stott và Jeff Williams đã tham gia một 'tweetup' trực tiếp từ Trạm Vũ trụ Quốc tế với khoảng 35 thành viên của công chúng tại Trụ sở NASA, Washington, DC.

#### Nội dung
Công ty nghiên cứu thị trường Pear Analytics có trụ sở tại San Antonio đã phân tích 2.000 tweet (có nguồn gốc từ Hoa Kỳ và bằng tiếng Anh) trong khoảng thời gian hai tuần vào tháng 8 năm 2009 từ 11 giờ sáng đến 5 giờ chiều (CST) và tách chúng thành sáu Thể loại. Các nội dung vô nghĩa chiếm 40%, với 38% là trò chuyện. Giá trị chuyển tiếp có 9%, tự quảng cáo 6% với spam và tin tức, mỗi thứ tạo ra 4%.
Bất chấp ý kiến công khai của Jack Dorsey rằng một thông điệp trên Twitter là "một loạt thông tin vụn vặt", nhà nghiên cứu mạng xã hội danah boyd đã trả lời cuộc khảo sát của Pear Analytics bằng cách lập luận rằng những gì mà các nhà nghiên cứu Pear gắn nhãn "lảm nhảm vô nghĩa" được mô tả tốt hơn là " xã hội chải chuốt "và/hoặc" nhận thức ngoại vi "(mà cô ấy biện minh là người" muốn [ing] biết những người xung quanh họ đang nghĩ và làm và cảm thấy gì, ngay cả khi sự hiện diện chung là không khả thi "). Tương tự, một cuộc khảo sát về người dùng Twitter cho thấy rằng vai trò xã hội cụ thể hơn của việc truyền đi các thông điệp bao gồm siêu liên kết là kỳ vọng của những người theo dõi liên kết qua lại.

## Kiểm duyệt
Từ tháng 1 năm 2012, Twitter cho biết là sẽ áp dụng kỹ thuật mới để kiểm duyệt các tin nhắn dựa trên cơ sở từng nước một nhằm tuân thủ những luật lệ khác nhau trên thế giới và bất kỳ nội dung nào mà Twitter xóa bỏ đều được xóa trên khắp thế giới. Điều này đi ngược lại với tuyên bố của Twitter cách đó 1 năm là Twitter hứa hẹn sẽ không kiểm duyệt những tin nhắn trong lúc các tin này góp phần thúc đẩy những phong trào Mùa xuân Ả Rập chống chính phủ tại một số quốc gia vùng Trung Đông.